# District de Machanga

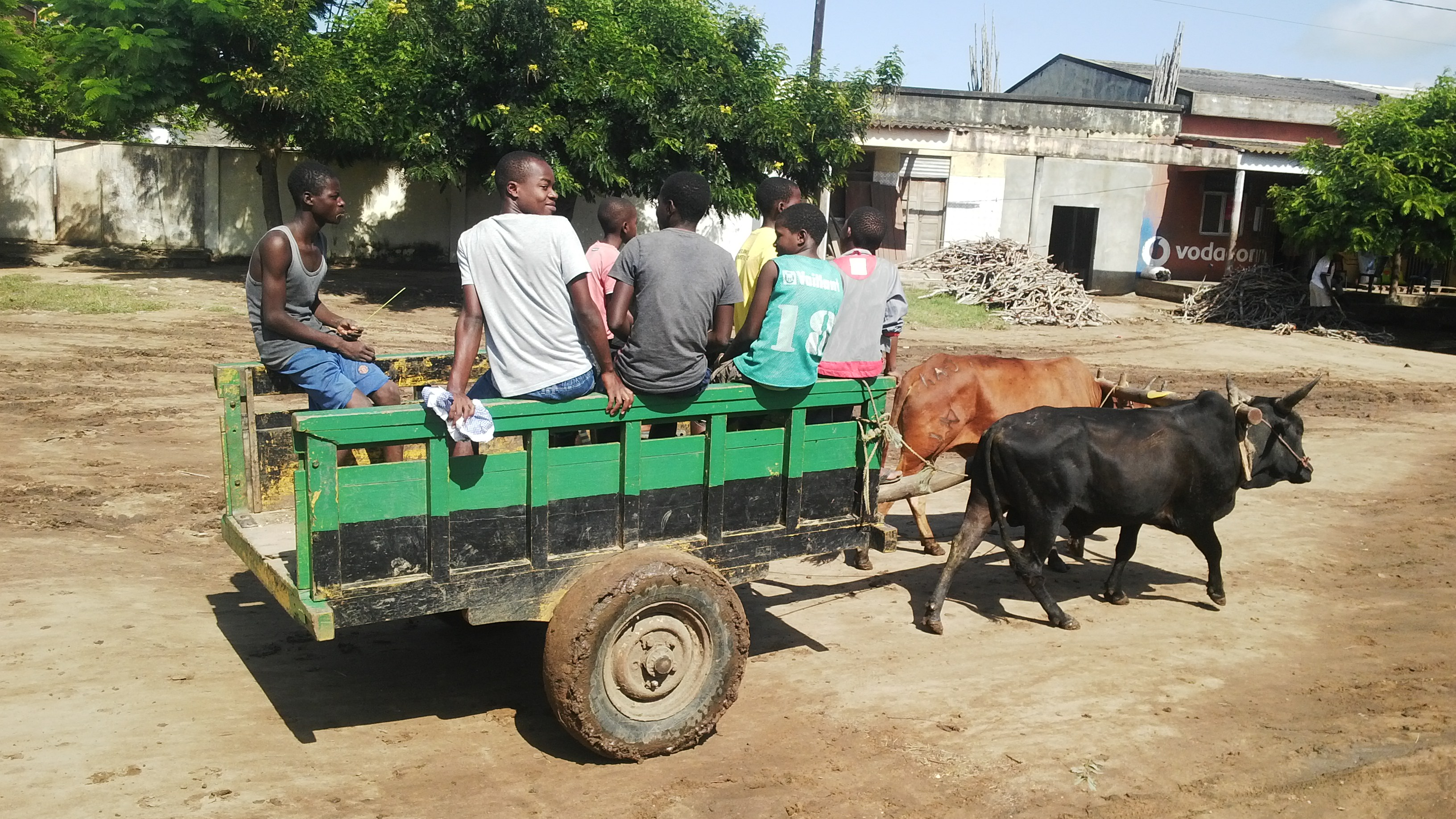
Moyen de transport ordinaire dans le district de Machanga.

Le district de Machanga est une subdivision administrative de la province de Sofala au nord du Mozambique. En 2007, sa population est de 51 855 habitants.

## Source de la traduction
- (en) Cet article est partiellement ou en totalité issu de l’article de Wikipédia en anglais intitulé « Machanga District » (voir la liste des auteurs).